# همایون معتمدی وزیری
همایون معتمدوزیری سیاست‌مدار ایرانی بود، که در  دوره بیست و دوم  به‌عنوان نماینده مریوان در مجلس شورای ملی حضور داشت.